# Artelida gracilipes
Artelida gracilipes là một loài bọ cánh cứng trong họ Cerambycidae.